# قناة فالنس
قناة فالنس المائية أو قناة بوزدوغان (بالتركية: Valens Su Kemeri أو Bozdoğan Kemeri)‏ هي قناة رومانية كانت تُمِد القسطنطينية (إسطنبول اليوم) عاصمة الإمبراطورية البيزنطية بالماء. أُنجز بناؤها في عهد الإمبراطور الروماني فالنس في أواخر القرن الرابع الميلادي. استخدمها البيزنطيون ومن ثم العثمانيون وتعتبر اليوم واحدة من أهم معالم إسطنبول.
تقع القناة في منطقة الفاتح وتمتد في الوادي بين تلال تحتلها اليوم جامعة إسطنبول ومسجد الفاتح. يبلُغ طول الجزء المتبقي منها 921 مترًا أي أقل بحوالي 50 مترًا من الطول الأصلي. يمر تحت أقواس القناة في إحدى أجزائها شارع أتاتورك.